# The September Issue
Pour plus de détails, voir Fiche technique et Distribution.
The September Issue est un film documentaire américain réalisé par R. J. Cutler (en), sorti en 2009.

## Synopsis
Une équipe de tournage suit la réalisation du numéro de septembre 2007 de l'édition américaine du magazine Vogue, numéro de rentrée qui doit donner le ton de la saison de la mode. À travers la recherche des créations des couturiers, les séances de photographies et la sélection des photographies à paraître, deux membres de l'équipe éditoriale sont particulièrement suivies : la rédactrice en chef Anna Wintour et la directrice de création Grace Coddington.

## Fiche technique
- Titre original : The September Issue
- Musique : Craig Richey
- Photographie : Bob Richman
- Production : R.J.Cutler, Eliza Hindmarch, Sadia Shepard
- Société de distribution : Diaphana
- Pays :  États-Unis
- Langue : anglais
- Durée : 90 minutes
- Date de sortie : 
  - 20 août 2009 en Australie ;
  - 28 août 2009 à New York avec sortie nationale le 1er septembre 2009 aux États-Unis ;
  - 16 septembre 2009 en France.

## Distribution
- Anna Wintour : elle-même
- Grace Coddington : elle-même
- Jean Paul Gaultier : lui-même
- Karl Lagerfeld : lui-même
- Sienna Miller : elle-même
- Laurie Jones : elle-même
- Vera Wang : elle-même
- Bob Richman : lui-même
- Virginia Smith : elle-même
- Hamish Bowles (en) : lui-même
- Sarah Brown : elle-même
- Edward Enninful : lui-même
- André Leon Talley : lui-même

## Note
1. ↑  The September Issue est le titre de chaque numéro du magazine Vogue (édition USA) publiés au mois de septembre de chaque année, et pas uniquement en 2007, date de ce reportage. The September Issue est considéré comme le numéro le plus important de l'année, pour ce qui est des tendances de la mode. Ce numéro comporte toujours beaucoup plus de pages que les éditions des autres mois. En septembre 2012, Vogue USA a diffusé un numéro « September Issue » de 916 pages, dont 658 de publicités.